# Le Démon de la danse (film, 1954)
Pour les articles homonymes, voir Le Démon de la danse.
Pour plus de détails, voir Fiche technique et Distribution.
Le Démon de la danse (titre original : Dance Little Lady) est un film britannique réalisé par Val Guest, sorti en 1954.

## Synopsis
Une danseuse très doué se bat avec son mari pour gagner l'attention de leur propre fille.

## Fiche technique
- Titre original : Dance Little Lady
- Titre français : Le Démon de la danse
- Réalisation : Val Guest
- Scénario : Val Guest et Doreen Montgomery
- Photographie : Wilkie Cooper
- Montage : John Pomeroy
- Musique : Ronald Binge
- Pays de production :  Royaume-Uni
- Genre : Film dramatique
- Durée : 87 minutes
- Date de sortie : 1954

## Distribution
- Terence Morgan (en) : Mark Gordon
- Mai Zetterling : Nina Gordon
- Guy Rolfe : John Ransome
- Mandy Miller (en) : Jill Gordon
- Eunice Gayson : Adele
- Reginald Beckwith : Poli
- Ina De La Haye (en) : Madame Bayanova
- Harold Lang (en) : Mr Bridson
- Jane Aird : Mary
- William Kendall (en) : Mr Matthews
- Joan Hickson : Mrs Matthews
- Lisa Gastoni : Amaryllis
- Richard O'Sullivan : Peter
- Vera Day : Gladys
- Jane Asher : une enfant (non créditée)